# Kabinet-François-Marsal
Het Kabinet François-Marsal was een Frans kabinet van 8 juni 1924 tot 15 juni 1924. De premier was Charles Duclerc.

## Kabinet-François-Marsal (8 juni-15 juni1924)
- Frédéric François-Marsal (FR) - President van de Raad (premier) en minister van Financiën
- Edmond Lefebvre du Prey (FR) - Minister van Buitenlandse Zaken
- André Maginot (PRDS) - Minister van Defensie
- Justin de Selves (partijloos) - Minister van Binnenlandse Zaken
- Paul Jourdain (PRDS) - Minister van Arbeid en Hygiëne
- Antony Ratier (PRDS) - Minister van Justitie en Grootzegelbewaarder
- Désiré Ferry (FR) - Minister van Marine
- Adolphe Landry (PRDS) - Minister van Onderwijs, Schone Kunsten en Technisch Onderwijs
- Joseph Capus (PRDS) - Minister van Landbouw
- Jean Fabry (PRDS) - Minister van Koloniën
- Yves Le Trocquer (PRDS) - Minister van Openbare Werken, Havens en Zeevaart
- Pierre Étienne Flandin (PRDS) - Minister van Handel, Industrie, Posterijen en Telegrafie
- Louis Marin (FR) - Minister van Bevrijde Gebieden